# كينوكو إيتو
كينوكو إيتو (ولدت في 29 يونيو 1932) عارضة أزياء وممثلة محاملة لقب ملكة جنال يابانية، حصلت على لقب «ملكة جمال اليابان» في عام 1953، شاركت في مسابقة ملكة جمال الكون 1953، وحصلت على مركز الوصيفة الثانية في مسابقة التي أقيمت في لونج بيتش، كاليفورنيا في نفس العام. كانت هذه هي المرة الثانية التي يشارك فيها ممثلو اليابان في بطولة «ملكة جمال الكون» العالمية، بعد نيتشيجو كوجيما عام 1952،
 كما ظهرت كممثلة في الأفلام والدراما التلفزيونية من 1954 إلى 1956 .
في 2 يونيو 2017 عقدت جامعة أوشانوميز ندوة الدولية بعنوان "فتاة الملصقات الديمقراطية: ملكة أزياء الحرب الباردة اليابانية وموضة الأزياء"، وفقًا لجان بورسلي، الأستاذ بجامعة نورث كارولينا في تشابل هيل، فإن سمعة إيتو في اليابان قد تغيرت من الثناء إلى النقد. على الرغم من الشعبية التي اكتسبتها بسبب مكانتها وموقعها، ولكن في النهاية كان ينظر إليه في ذلك الوقت كرمز لخطر الأمركة. وعبر أن مسابقة الجمال التي أصبحت شعبية منذ الخمسينيات، كانت جزءًا من الاستراتيجية السياسية والاقتصادية للمجتمع الدولي في ظل الحرب الباردة. على وجه الخصوص، كانت المسابقة الدولية في الولايات المتحدة دعاية رائعة (السلام العالمي مع هيمنة القوة العظمى الأمريكية) والقوة التجارية الأمريكية.
أكيكو كوزيما (في ذلك الوقت، طالب في مدرسة ثانوية يعيش في محافظة كوتشي)، والتي احتلت المركز الثاني في البطولة المحلية عام 1953، تفوقت على إيتو، وأصبحت أول ملكة جمال ياباني تتوجت بمسابقة ملجة جمال الكون في عام 1959، بعد ست سنوات. ومع ذلك كان التأثير على البلد أقل مما كان عليه عندما فازت إيتو بالمركز الثالث.